# Skibska Góra
Skibska Góra – wzniesienie o wysokości 228,1 m n.p.m. na Pojezierzu Bytowskim, położone w województwie pomorskim, powiecie bytowskim, gminie Miastko.
Na południe od Skibskiej Góry rozciąga się Jezioro Bobięcińskie Wielkie.
Wzniesienie znajduje się obszarze ochrony krajobrazu "Jezioro Bobięcińskie ze Skibską Górą", utworzonym w 1981 r.
W 1950 r. wprowadzono urzędowo zarządzeniem nazwę Skibska Góra, zastępując poprzednią niemiecką nazwę Schübbsche Berg. W początkowym okresie po 1945 r. używano potocznie nazwy Szybskie Góry na określenie tego wzniesienia.